# Ilta-Sanomat
Ilta-Sanomat (lett. "Notizie serali") è uno dei due principali quotidiani serali in formato tabloid e il secondo maggior giornale della Finlandia. Il suo più grande rivale è Iltalehti.
Secondo la National Media Research condotta nel 2019, Ilta-Sanomat è anche il più grande media digitale in Finlandia e raggiunge circa 2,5 milioni di finlandesi. 
Johanna Lahti è caporedattore di Ilta-Sanomat dal novembre 2019, dopo che il precedente caporedattore Tapio Sadeoja si è ritirato dopo 38 anni di quell'incarico.
Il quotidiano è stato fondato nel 1932 come edizione pomeridiana di Helsingin Sanomat.  In 1949 it became a separate newspaper and was named Ilta Sanomat. Nel 1949 divenne un giornale separato e fu chiamato Ilta Sanomat. 
Il quotidiano gemello è Helsingin Sanomat ed entrambi fanno parte del media group Sanoma. Ilta Sanomat è pubblicata in formato tabloid sei volte alla settimana.  Il documento ha una posizione politica indipendente. 